# Bosnian Wand Airlines
Bosnian Wand Airlines war eine bosnische virtuelle Fluggesellschaft mit Sitz Sarajevo.

## Geschichte
Bosnian Wand Airlines wurde 2014 vom irakischen Investor Al-Wand gegründet. Mit der Durchführung des Flugbetriebs wurde die griechische Hermes Airlines beauftragt. Diese setzte einen Airbus A321-200 im Wetlease für das Unternehmen ein. Im Februar 2015 wurde bekannt, dass die virtuelle Gesellschaft keine Bewilligung der Bosnischen Luftfahrtbehörde besaß und daher den Betrieb einstellen musste.

## Flugziele

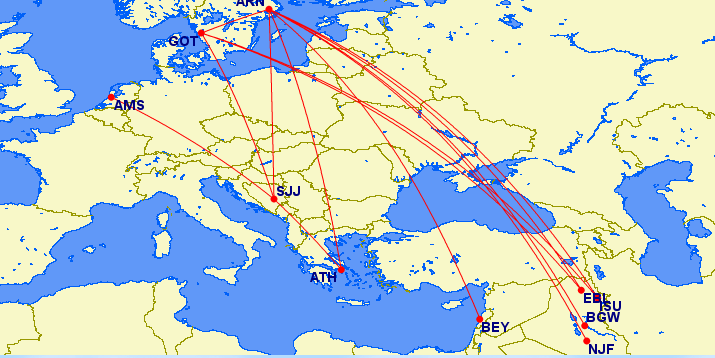
Von Bosnian Wand Airlines geplante Ziele

Bosnian Wand Airlines plante Flüge von Sarajevo aus nach Mittel- und Nordeuropa. Von Göteborg und Stockholm aus sollten Ziele im Nahen Osten angeflogen werden.

## Flotte
Mit Stand Januar 2015 bestand die Flotte der Bosnian Wand Airlines aus einem Airbus A321-200 der von Hermes Airlines, einer griechischen Tochtergesellschaft der französischen Air Méditerranée, geleast war.